# Limotettix awae
Limotettix awae är en insektsart som beskrevs av Myers 1924. Limotettix awae ingår i släktet Limotettix och familjen dvärgstritar. Inga underarter finns listade i Catalogue of Life.